# Rue des Cloÿs
La rue des Cloÿs est une voie du 18e arrondissement de Paris, en France.

## Situation et accès
La rue des Cloÿs est une voie publique située dans le 18e arrondissement de Paris. Elle débute au 51, rue Duhesme et se termine au 173, rue Ordener.

## Origine du nom

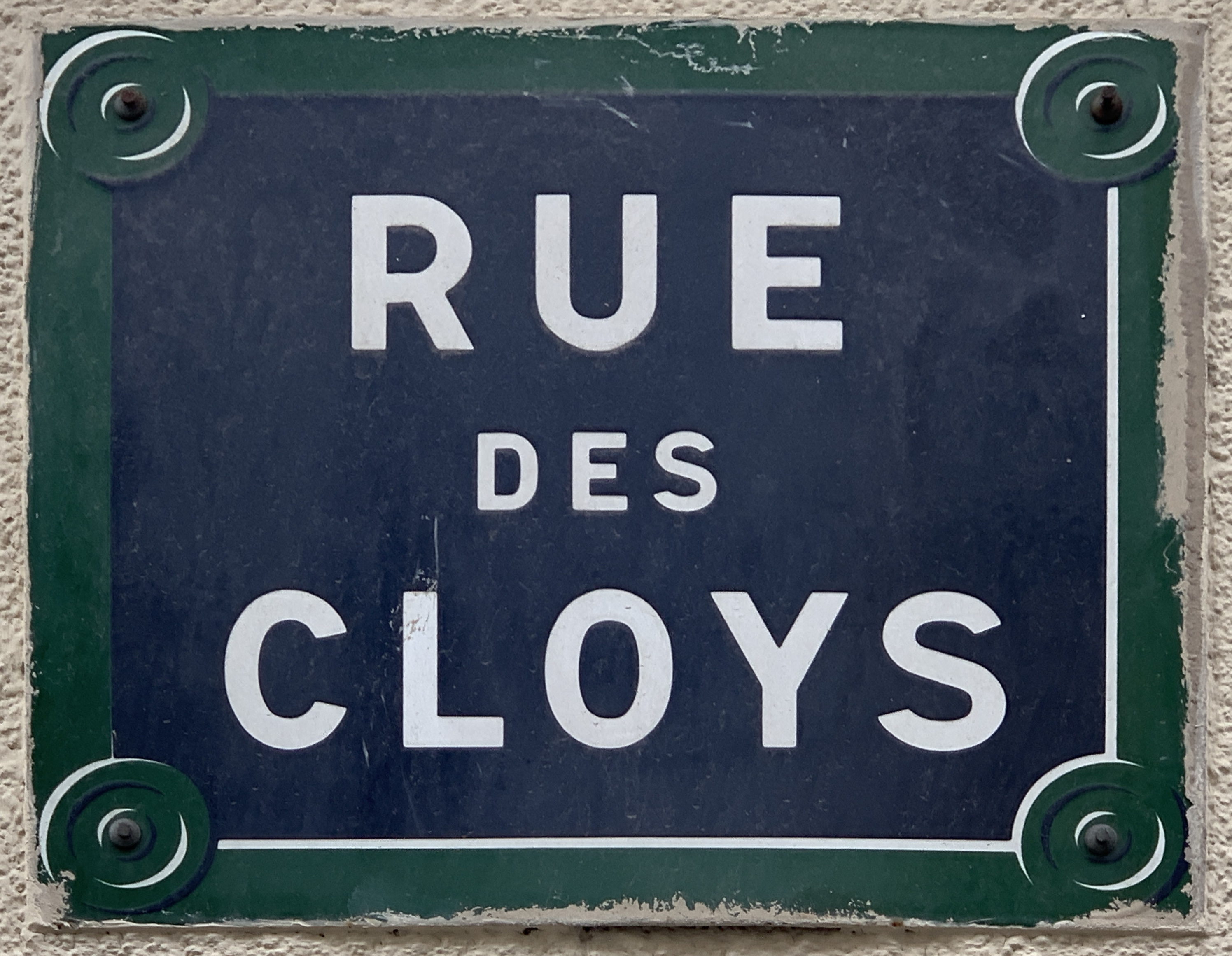
Plaque de la rue.

Cette voie doit son nom à un lieu-dit.

## Historique
Cette voie, de l'ancienne commune de Montmartre, est l'ancienne « sente des Cloÿs » connue en 1730. 
L'arrêté du 10 novembre 1873 réunit à la rue des Cloÿs, comprise entre les rues du Ruisseau et Damrémont, la partie de la rue de la Pompe comprise entre les rues Duhesme et du Ruisseau. 
Avant 1867, la rue des Cloÿs s'étendait jusqu'à la rue Championnet. 
La partie qui était comprise entre les rues Damrémont et Championnet est devenue une partie de la rue Ordener.

## Bâtiments remarquables et lieux de mémoire
- No 5 : en 1865, Louise Michel y crée un externat[3].
- No 7 : dans un immeuble désormais détruit se déroulaient des scènes du film Diabolo Menthe de Diane Kurys (1977).
- No 25 : square Léon-Serpollet.
- Nos 33-41 : école maternelle publique des Cloÿs.